# Juan de Cartagena
Juan de Cartagena (morto c. 1520) foi um contador espanhol e capitão de um dos cinco navios liderados por Fernão de Magalhães em sua expedição da primeira Circum-navegação da Terra. Cartagena frequentemente discutia com Magalhães durante a viagem e questionava sua autoridade. Após uma tentativa fracassada de motim da qual Cartagena foi o principal organizador, Magalhães abandonou Cartagena em uma ilha remota da Patagônia em 1520, antes de seguir para o Estreito de Magalhães.

## Início de vida
Cartagena era natural de Burgos, a capital histórica da Castela-a-Velha. Ele era confidente e "sobrinho" do arcebispo Juan Rodríguez de Fonseca, o influente chefe da Casa de Contratação que regulava o comércio com as colônias americanas da Espanha. Os historiadores interpretaram "sobrinho" como um eufemismo indicando que Cartagena era filho ilegítimo de Fonseca. Sua idade na época da expedição de Magalhães é desconhecida, mas ele era casado e tinha uma filha, Dona Catalina.

## Expedição de Magalhães
Formado como contador,[carece de fontes?] Cartagena não tinha experiência como marinheiro. Apesar disso, ele usou sua influência com Fonseca para garantir a nomeação como Inspetor Geral (Veedor General) da Armada de Molucca de Magalhães com autoridade para supervisionar as operações financeiras e comerciais da expedição. O rei Carlos V da Espanha também instruiu Cartagena a relatar a expedição diretamente, em vez de por meio de Magalhães como capitão-general. Essa responsabilidade dividida seria uma fonte de dificuldade durante a viagem subsequente.
Em reconhecimento à influência de Cartagena e para agradar seus partidários, Magalhães nomeou-o capitão do maior navio da expedição, o San Antonio, sujeito apenas à autoridade de Magalhães como capitão-general da frota. Cartagena ganhava um salário de 110.000 maravedi, o mais alto de qualquer um na frota, até mesmo que o de Magalhães.
As tensões surgiram entre Cartagena e Magalhães assim que a frota partiu da Espanha. Em conselhos entre capitães, Cartagena rotineiramente se opunha às decisões de navegação de Magalhães e se recusava a saudar seu superior quando exigido pelo costume. Uma tempestade atrasou a frota ao sul de Tenerife e a comida teve que ser racionada; Cartagena aproveitou a oportunidade para criticar publicamente Magalhães e sugerir que ele não era competente para comandar. Magalhães prontamente o prendeu, demitiu-o de seu comando e confinou-o a bordo do Victoria pelo restante da viagem para a América do Sul.

### Motim
Cartagena permaneceu preso até que a frota chegou à Patagônia. Em 1º de abril de 1520, ele deixou secretamente o Victoria e voltou a embarcar no San Antonio, onde reuniu apoiadores entre a tripulação e os oficiais espanhóis em oposição ao português Magalhães. Na companhia do capitão do Concepción, Gaspar de Quesada, do piloto Juan Sebastián Elcano e de trinta tripulantes espanhóis, Cartagena assumiu o controle do San Antonio e declarou a embarcação independente do comando de Magalhães. Os oficiais do Concepción e Victoria juntaram-se ao motim e, em 2 de abril de 1520, uma carta foi enviada à nau capitânia de Magalhães, o Trinidad, exigindo que o capitão-general reconhecesse que a frota não estava mais sob seu comando.
Magalhães trouxe o Trinidad ao lado de Victoria e baixou um barco para levar de volta sua resposta. Quando a tripulação do barco chegou ao convés do Victoria, eles fingiram entregar uma carta e, quando o capitão do Victoria tentou pegá-lo, a tripulação do barco o esfaqueou até a morte. Simultaneamente, quinze homens do navio de Magalhães subiram a bordo e atacaram os amotinados. A tripulação do Victoria juntou-se à sua causa e o navio foi apreendido.
Cartagena havia se mudado para o Concepción antes da batalha e, portanto, permaneceu temporariamente livre. No entanto, apenas aquele navio e San Antonio permaneceram nas mãos do motim. Magalhães posicionou seus três navios na entrada da baía em que a frota havia ancorado e liberou o convés para enfrentar os dois navios de Cartagena. Com ventos fortes durante a noite de 2 de abril, o San Antonio arrastou sua âncora e flutuou impotente em direção ao Trinidad. Magalhães ordenou um disparo lateral, no qual a tripulação do San Antonio se rendeu e permitiu que o navio fosse retomado. Em 3 de abril, percebendo que o motim havia falhado, Cartagena seguiu o exemplo e se entregou sem resistência com o Concepción.

## Morte
Após o motim, Magalhães realizou um julgamento dos conspiradores. Gaspar de Quesada, aliado de Cartagena (capitão do Concepción), foi condenado à morte por decapitação. No entanto, Magalhães relutou em executar um parente próximo de Fonseca, então Cartagena foi condenado a ser abandonado junto com outro conspirador, o padre Pedro Sánchez de la Reina. A sentença foi executada em 11 de agosto de 1520, quatro meses após o motim, pouco antes de a frota partir de seus quartéis de inverno em San Julián. Cartagena e o padre receberam um pequeno suprimento de biscoitos e água potável e foram deixados em uma pequena ilha na costa da Patagónia. Nenhum dos dois foi visto ou ouvido novamente.

### De tradução
- Este artigo foi inicialmente traduzido, total ou parcialmente, do artigo da Wikipédia em inglês cujo título é «Juan de Cartagena».